# The Altar Stairs
The Altar Stairs er en amerikansk stumfilm fra 1922 af Lambert Hillyer.

## Medvirkende
- Frank Mayo som Rod McLean
- Louise Lorraine som Joie Malet
- Lawrence Hughes som Tony Heritage
- J. Jiquel Lanoe som Jean Malet
- Harry De Vere som  Blundell
- Hugh Thompson som John Strickland
- Boris Karloff som Hugo
- Dagmar Godowsky som Parete
- Nick De Ruiz som Tulli